# Aske (EP)
| Професионални рејтинг | Професионални рејтинг   |
| Резултати             | Резултати               |
| Извор                 | Рејтинг                 |
| --------------------- | ----------------------- |
| AllMusic              | (Burzum / Aske version) |

Aske (на норвешком за пепео) је EP норвешког блек метал соло пројекта Бурцум. Иако је снимљен у априлу и августу 1992, након Det som engang var, објављен је прије тог албума у марту 1993, преко Deathline Silence Productions.

## Позадина
Омот албума је фотографија цркве Fantoft Stave након њеног паљења 6. јуна 1992. Варг Викернес је био снажно осумњичен да је спалио цркву, а вjерује се да је фотографију направио сам Викернес.
Према званичном сајту Бурзума, насловну фотографију је снимио Аре Мундал. У интервјуу, Мундал је изјавио да га је Викернес, дугогодишњи пријатељ, замолио да убрзо након пожара посјети локацију цркве и фотографише, од којих је једна постала омот албума. Мундал је у почетку сматран осумњиченим за подметање пожара, али је ослобођен свих оптужби. Викернес је наводно дао да се фотографије развију у Шведској како би се отклониле сумње.
Касетну верзију са старим насловом издања Inn I Drømmens Slott (на норвешком за "У замак снова") направио је Варг и проширили он и Самот, албум је првобитно требало да буде објављен за Варгову личну издавачку кућу под називом "Burz-Nazg Prod" (касније Cymophane) прије Deathlike Silence Prod.

## Објављивање
Првих 1000 копија ЕП-а било је упаковано са упаљачом са сликом остатака Fantoft Stave цркве на омоту албума.
Aske је касније објављен као Burzum/Aske заједно са пјесмама са Бурзум деби албума.

## Списак пјесама
Аутор(и) свих песама: Варг Викернес.
| №               | Назив                                                    | Трајање |  |
| 1.              | Stemmen fra tårnet (Бас гитару је свирао Самот)          | 6:09    |  |
| 2.              | Dominus Sathanas                                         | 3:02    |  |
| 3.              | A Lost Forgotten Sad Spirit (Бас гитару је свирао Самот) | 10:51   |  |
| Укупно трајање: | Укупно трајање:                                          | 20:02   |  |